# (3172) Hirst
(3172) Hirst (1981 WW; 1954 NW; 1977 TC3) ist ein ungefähr sechs Kilometer großer Asteroid des inneren Hauptgürtels, der am 24. November 1981 vom US-amerikanischen Astronomen Edward L. G. Bowell am Lowell-Observatorium, Anderson Mesa Station (Anderson Mesa) in der Nähe von Flagstaff, Arizona (IAU-Code 688) entdeckt wurde.

## Benennung
(3172) Hirst wurde nach William P. Hirst benannt, der einige Umlaufbahnen von in Johannesburg entdeckten Asteroiden berechnete. Er arbeitete jahrelang als Chefchemiker von Shell Oil in Südafrika. Er leitete das Moonwatch-Team von Kapstadt ab seiner Gründung im Jahr 1957 und war nach seinem Rücktritt von Shell mehrere Jahre als Smithwatch-Weltkoordinator am Smithsonian Astrophysical Observatory tätig. Nach seiner Rückkehr nach Südafrika hielt er bis zum Alter von 83 Jahren Vorlesungen über Himmelsmechanik an der Universität Kapstadt.